# Rajec Szlachecki
Rajec Szlachecki – wieś w Polsce położona w województwie mazowieckim, w powiecie radomskim, w gminie Jedlnia-Letnisko. Ma status sołectwa.
| SIMC    | Nazwa            | Rodzaj                          |
| ------- | ---------------- | ------------------------------- |
| 0625585 | Kolonia Druga    | część wsi (zniesiona w 2023 r.) |
| 0625591 | Kolonia Pierwsza | część wsi (zniesiona w 2023 r.) |

W latach 1954-1972 wieś była siedzibą gromady Rajec Szlachecki. W latach 1945–1975 miejscowość administracyjnie należała do województwa kieleckiego, następnie W latach 1975–1998 do województwa radomskiego.
W 1984 roku północną część obszaru wsi włączono do Radomia. Na obszarze tym utworzono część miasta Rajec Szlachecki.
Wierni Kościoła rzymskokatolickiego należą do parafii Podwyższenia Krzyża Świętego w Radomiu.